# Banc de Barcelona

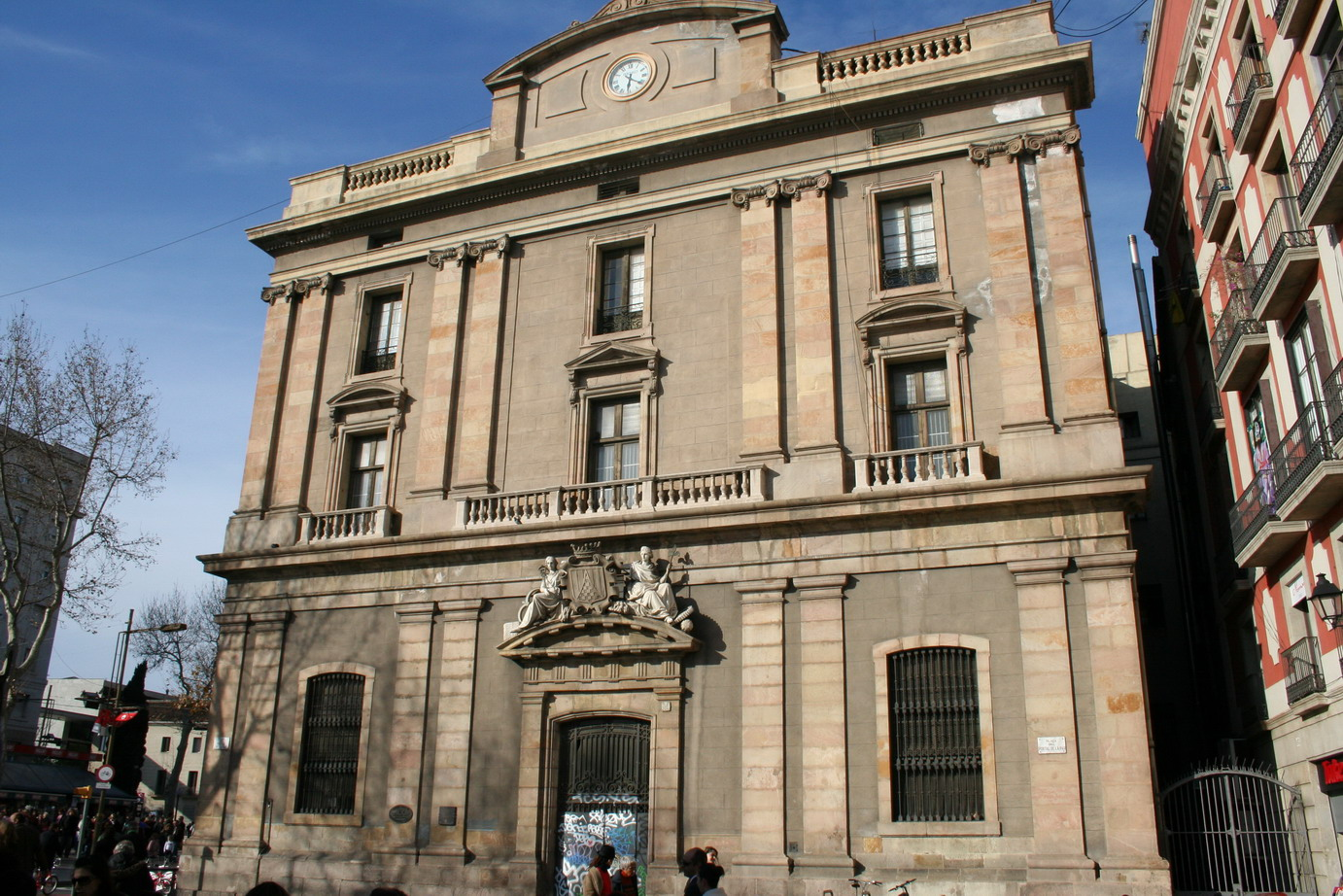
Antiga Foneria de Canons a la Rambla de Santa Mònica, reformada el 1858 per Josep Oriol Mestres

El Banc de Barcelona fou una entitat de crèdit creada el 1844 a Barcelona; i que després de 76 anys, va fer fallida el 1920. És considerat com la primera societat bancària moderna que es va fundar a Catalunya i a Espanya que tenia la intenció de finançar les empreses.

## Història
El Banc de Barcelona va néixer com una societat d'emissió i descompte creada sota l'impuls dels industrials i comercials Manuel Girona i Agrafel, director de Girona Hermanos, Clavé y Cía, Josep Maria Serra i Muñoz, català nascut a Xile i casat amb la venerable Dorotea de Chopitea, i Josep Rafael Plandolit i Matamoros, de Plandolit Hermanos, que havia viscut exiliat a França i a Mèxic arran de la repressió posterior al Trienni Liberal. El banc pretenia tenir el privilegi de l'emissió del paper-moneda a Barcelona, per la qual cosa requeria l'autorització reial: el Reial Decret de constitució de la societat va ser firmat per la reina Isabel II l'1 de maig de 1844, i va mantenir aquest monopoli d'emissió fins al 1875, quan aquesta funció va passar al Banco de España. Va rebre permís per constituir-se amb un capital d'1 milió de duros, repartits en 5.000 accions de 200 duros cada una. Les accions es van subscriure totalment en dos dies, per part de 400 accionistes. El banc inicià les gestions per legalitzar els reglaments interns de la institució; i finalment va obrir les portes l'agost de 1845 molt a prop de la plaça de la Mercè, a Barcelona. En va ser el director fins que va morir el 1905.
El banc va néixer amb l'objectiu de prestar amb un tipus del 6%, en comparació al 8% que aplicaven els prestadors privats de l'època. Va introduir els bitllets i els comptes corrents com a instruments de pagament, i afavorí l'accés al crèdit de molts comercials i industrials. No obstant això, la política financera del banc va ser majoritàriament molt conservadora, ja que es va ser molt restrictiu amb la concessió de crèdits i mantingué sempre les reserves a tals magnituds que sovint els clients (empreses i particulars) vivien dificultats de liquiditat.
El febrer de 1848, coincidint la revolta francesa d'aquell any que comportà l'abdicació de Lluís Felip I de França, el banc va haver de superar una difícil prova. Molts tenedors de bitllets anaren a les oficines del Banc de Barcelona per canviar-los per or. Davant la manca d'un banc central que actués com prestador final, van ser els directius de l'entitat els que amb les seves fortunes personals van injectar la liquiditat requerida pel banc.
Fins a l'any 1856, en què es promulgà una nova llei de bancs, va ser una de les úniques 4 societats anònimes bancàries de l'Estat, juntament amb els bancs de San Fernando i de Isabel II, a Madrid (fusionats el 1847), i el Banco de Cádiz. Va tenir el privilegi d'encunyar moneda per encàrrec del Banco de San Fernando, l'antecessor del Banc d'Espanya.
Les noves lleis bancàries de 1856 van col·locar el banc en una situació difícil, ja que malgrat mantenir el privilegi emissor, es va obrir la porta a l'entrada de noves societats de crèdit i caixes de gir i banca, que emetien talons, ordres de pagament i obligacions al portador, que eren acceptades com a bitllets. L'any 1866, arrossegades per la crisi de les companyies ferroviàries, van suspendre pagaments una gran part de les entitats de crèdit de Barcelona i de l'Estat. Després d'aquesta crisi, el Banc de Barcelona va tenir el monopoli del crèdit a Barcelona durant 8 anys, fins que el març de 1874, José Echegaray entregà tots els privilegis d'emissió al Banc d'Espanya.
El 1912 el va iniciar una nova etapa en què la seva política financera fou bastant més agosarada a l'entrar en el dinàmic mercat especulatiu de divises. Les inversions en francs i altres monedes estrangeres que s'acabaren desplomant en el context de la Primera Guerra Mundial abocaren el Banc de Barcelona a la ruïna.
El 27 de desembre de 1920 el Banc de Barcelona va desaparèixer, fent una de les més escandaloses suspensions de pagaments de la història de Catalunya fins aquell moment. Es va haver de crear un Banc Comercial de Barcelona com a entitat liquidadora, i el pànic financer que es va provocar va fer que uns mesos després el ministre Francesc Cambó i Batlle evités la fallida de l'estat impulsant la Ley de Ordenación Bancaria i amb una política adient de prèstecs estatals.

## Primer Banc de Barcelona
Anteriorment ja havia existit un altre Banc de Barcelona creat pel Consell de Cent l'any 1609 i que va desaparèixer l'any 1714 amb la rendició de Barcelona.
En el segle XX també va existir el Banco de Barcelona S.A., absorbit per Banca Catalana l'any 1980, que posteriorment el grup BBVA va fusionar amb Uno-e Bank l'any 2000.